# 白星宝螺
白星宝螺（学名：或），又名卵黄宝贝，是中腹足目宝螺科宝螺属的一种。

## 分布
分布範圍北起日本，南至新西兰，东自夏威夷、土阿莫土群岛，西至东非沿岸（红海至南非）。
常栖息在潮间带的岩礁区和低潮线。